# Holothuria vemae
Holothuria vemae is een zeekomkommer uit de familie Holothuriidae.
De wetenschappelijke naam van de soort werd in 1988 gepubliceerd door A.S. Thandar.